# 性别平等的衡量标准
性别平等或不平等的衡量标准是用来量化性别平等概念的统计工具。
存在超过三百种不同的指标用于衡量性别平等，还有一些具有代表性的指数。最突出的性别平等指数包括联合国开发计划署的性别相关发展指数（GDI）和1995 年推出的性别赋权措施（GEM）。较新的衡量标准包括社会观察推出的性别平等指数（GEI）2004年，世界经济论坛2006年制定的全球性别差距指数（GGGI）以及经合组织发展中心（经济合作与发展组织）从2007年开始的社会机构和性别指数。

## 指标
性别平等的样本指标包括对性别敏感的立法者或高级管理人员职位数量或百分比的细目分类；公民自由的存在，例如着装自由或行动自由；社会指标，例如所有权，例如获得银行或土地的权利、针对妇女的暴力行为等犯罪指标、预期寿命、受教育程度等健康和教育指标；以及性别薪酬差距、劳动力参与率或劳动收入等经济指标。
为了减少被引用的单个统计数据的数量，通常使用由聚合指标组成的几个指数。

## 指数

### 与性别相关的发展指数

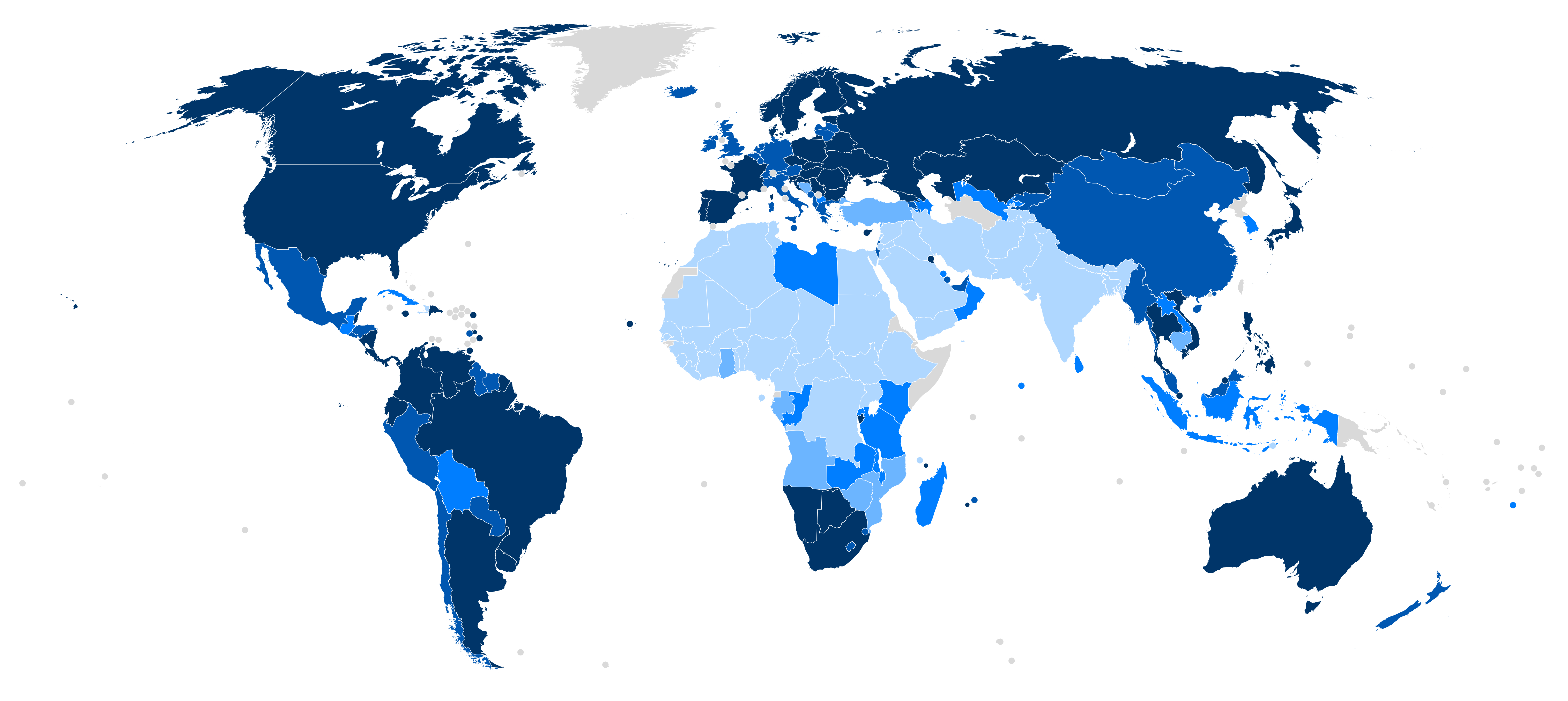
显示性别发展指数第1至5组国家的世界地图（基于2018年的数据，于2019年公布）。第1组的国家最接近性别均等，而第5组的国家则最远.

与性别相关的发展指数 (GDI) 是人类发展指数(HDI)的一个以性别为重点的发展，它衡量一个国家的发展水平，这些发展水平已被现有的性别不平等现象所纠正。它解决了预期寿命、教育和收入方面的性别差距。它使用“不平等厌恶”惩罚，对人类发展指数的任何类别中的性别差距产生发展分数惩罚，包括预期寿命、成人识字率、入学率和人均收入的对数转换。在预期寿命方面，GDI 假设女性的平均寿命比男性长五年。此外，就收入而言，GDI 根据实际收入考虑收入差距。GDI 不能独立于人类发展指数 (HDI) 分数使用，因此，它不能单独用作性别差距的指标。只有HDI和GDI之间的差距才是真正能够准确考虑的；GDI 本身并不是衡量性别差距的独立指标。

### 性别赋权措施
性别赋权衡量标准（GEM）是与GDI同时开发的，但GEM被认为更专业。它包括GDI中没有的维度，如权利和获得权力。 GEM旨在衡量 "女性和男性是否能够积极参与经济和政治生活并参与决策"。它往往更注重机构（人们实际上能够做什么），而不是注重福祉（人们的感觉或在事情的大计划中的表现）。GEM是通过三个基本指标确定的： 女性在国家议会中所占席位的比例、女性在经济决策职位（包括行政、管理、专业和技术职业）中的百分比以及女性收入份额（男性与女性的收入）。GEM被认为是一项有价值的政策工具，因为它允许以前难以在国家之间进行比较的某些方面进行国际比较。
随着时间的推移，这些措施(GDI和GEM)逐年实施， 关于它们在推动性别敏感型发展方面是否达到最初设计时的预期影响力，相关争议逐渐浮现。 对这两种衡量标准的一些主要批评包括，其一，它们专业性较强，解读难度大，且常被误读；其二，数据缺口显著，难以实现国家间的准确比较；其三，指标设计试图将过多发展因素整合到单一衡量标准中。 于是，人们开始担心，如果这些指数没有得到充分的信息，那么它们的数字隐藏的东西可能比它们揭示的更多。 它们并不衡量女性相对于男性的相对地位和状况，而只是衡量人均收入或人类发展的绝对水平。米尔斯（2010年）甚至说，"尽管它们经常被吹捧为衡量性别（不）平等的关键措施，但大多数专家都认为，它们实际上根本不是衡量性别不平等的措施" 。

### 性别平等指数
性别平等指数（GEI）是为了衡量对妇女不利的情况而制定的。它的目的是促进国际比较，根据性别不平等指标的三个方面对各国进行排名：教育、经济参与和赋权。由于关注社会经济机会，它被批评忽视了像健康这样性别不平等的根本原因。

### 全球性别差距指数
全球性别差距报告(GGGR)中发布的全球性别差距指数是另一个广受欢迎和被广泛报道的全球性别差距指数。这一指标由世界经济论坛于2006年推出，此后每年发布一次。该指数基于女性的劣势水平（所以它不是严格意义上的平等措施），目的是允许对不同国家和不同年份的性别差距进行比较。随着时间的推移，分数的增加可以解释为男女之间的不平等已经消除的百分比。该报告审查了全球约130个经济体中男女不平等的四个关键领域，重点是经济参与和机会、受教育程度、政治赋权以及健康和生存统计数据。

### 社会制度和性别指数
社会制度和性别指数(SIGI)是一项性别平等的综合指标，仅关注影响男女平等的社会制度，以及家庭法典、人身完整、所有权和公民自由四个维度。该指标由经合组织发展中心于2007年推出，旨在解决GDI、GEM、GEI和全球性别差距指数的不足之处。社会制度包括社会中存在的与妇女有关的规范、价值观和态度。
SIGI的作者认为，它是“唯一一个关注性别不平等潜在根源的指数”，尽管他们指出，它是用来补充而不是取代上述其他现有指标的;他们还指出，这一主题对于单一指标来说可能过于复杂，并建议对任何想要更全面的研究采用多指标方法。该工具被称赞为对发展中国家有价值的衡量标准，但被批评为不太适用于发达国家。